# Biserica „Buna Vestire” din Cucuruzeni
Biserica „Buna Vestire” este o biserică amplasată în Cucuruzeni, raionul Orhei, Republica Moldova. Este un monument arhitectural de importanță națională inclus în Registrul monumentelor Republicii Moldova ocrotite de stat cu nr. 1095 (raionul Orhei). Datează din 1863.